# Ingo Schwichtenberg
Ingo Schwichtenberg (18. května 1965 – 8. března 1995 Hamburk) byl bubeníkem a jedním ze zakládajících členů německé speedmetalové skupiny Helloween.
Schwichtenberg byl z kapely vyhozen v roce 1993 během turné k novému albu s názvem Chameleon. Tento krok byl zdůvodněn jeho závislostí na alkoholu a drogách (kokainu a hašiši). Schwichtenberg také trpěl schizofrenií.
Několikrát odmítl léčení. Paradoxně pomocnou ruku mu nabídl právě Hansen, který měl pro něj místo ve skupině Gamma Ray. Podmínkou však bylo, že Ingo půjde na léčení a nebude užívat drogy. Schwichtenberg ale nebyl schopen vymanit se z drogové závislosti a v roce 1995 spáchal sebevraždu skokem pod přijíždějící metro. Rozpoutala se mediální vlna, že právě členové Helloweenu jsou částečně odpovědní za toto tragické úmrtí. Kapela mu věnovala své následující album "The Time of the Oath". Kai Hansen se svojí kapelou Gamma Ray mu věnovali song "Afterlife". Sám Kai říkal, že tento song byl možností, jak naplno vyjádřit své emoce.